# Scotogramma simillima
Scotogramma simillima är en fjärilsart som beskrevs av Moore 1881. Scotogramma simillima ingår i släktet Scotogramma och familjen nattflyn. Inga underarter finns listade.